# Leon Keer

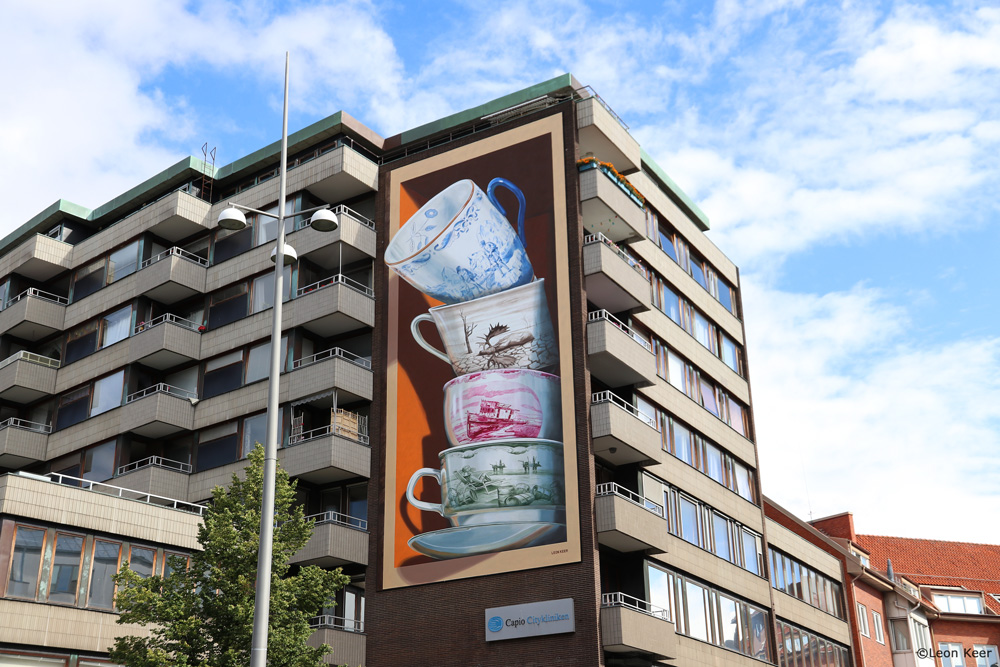
Muurschildering van theekopjes in de Zweedse stad Helsingborg

Leon Keer is een Nederlands kunstenaar, gespecialiseerd in optische illusies. Keer maakt onder meer schilderijen, beelden, installaties en augmented reality (AR).

Terracottaleger van LEGO, krijttekening tijdens het Chalk Festival in Sarasota, Florida

Keer is actief als kunstenaar sinds 1997. In 2009 begon hij met 3D-straattekenen, een kunstvorm waarbij een krijttekening wordt aangebracht, die onder een bepaalde hoek een driedimensionaal perspectief krijgt. Met Remko van Schaik, Ruben Poncia en Peter Westerink vormde Keer het straatkunsttenaarscollectief Planet Street Painting, waarmee hij onder meer een driedimensionaal terracottaleger tekende van LEGO-poppetjes, tijdens het Chalk Festival in Sarasota, Florida. In 2013 was Keer verantwoordelijk voor "Piggy Bank", zijn eerste creatie in Japan en voor de stad Fukuoka de eerste kennismaking met 3D-straatkunst. In 2019 was Keer een van de initiatiefnemers van een Madonnari-festival in Delft.
Naast het gebruik van optische illusie maakt Keer tevens gebruik van nieuwe technologieën, zoals aangevulde realiteit (AR) en videomapping. Zo bracht hij in het Zweedse Helsingborg een muurschildering op een gebouw aan, die bestaat uit vier chinese theekopjes, die met behulp van een app van Leon Keer in beweging lijken te komen.
In Nederland exposeerde Keer onder meer in het Fries Museum, Museum Arnhem, het Rijksmuseum Amsterdam en in het Van Gogh Museum. Daarnaast was zijn werk ook te bezichtigen op internationale kunstbeurzen als Art Miami, Moniker Art Fair London, SCOPE Basel and SCOPE New York. 
Keer werkt en woont in Utrecht. 

## Prijzen
Greep uit de gewonnen prijzen:
- 2010: Derde plaats Overall Winner tijdens het Chalk Festival 2010, voor een surrealistisch straatschilderij met Roodkapje en Alice in Wonderland samen, vechtend tegen het kwaad[7]
- 2018: Winnaar Beste Artiest tijdens de Street Art Awards Benelux.[8]
- 2023: Winnaar Best Global Mural tijdens de Dutch Street Awards 2023 voor de muurschildering Fragile in Oostende[9]